# Рыбино (Свердловская область)
Рыбино — деревня в Свердловской области, входящая в муниципальное образование Артинский городской округ. Расположена в 36 км на юго-юго-запад от административного центра — посёлка городского типа Арти. Входит в состав Малотавринского сельского совета.

## Население
По данным 2010 года, в деревне проживает 57 человек.